# 第28回全国中等学校優勝野球大会
第28回全国中等学校優勝野球大会（だい28かいぜんこくちゅうとうがっこうゆうしょうやきゅうたいかい）は、1946年8月15日から8月21日まで阪急西宮球場で実施された全国中等学校優勝野球大会である。

## 概要
1945年（昭和20年）秋に朝日新聞社が大会復活についての全国調査を行い、その結果に基づき1946年1月21日に「夏に大会を復活する」旨の社告を出した。甲子園球場がGHQに接収されて使えないため、全試合阪急西宮球場で行われた。なお、この時代の阪急西宮球場のフィールドは内外野総天然芝である。
開会式では前回優勝校の海草中から6年間保管していた大優勝旗が返還（一旦、海草中が1942年12月3日に大阪の朝日新聞社本社を訪れて返還していた）され、GHQ武官の祝辞や米国製ボールの贈呈、米軍機の超低空祝賀飛行などが催された。
日本の施政下から外れたため、朝鮮、満洲、台湾の各地方大会が消滅し、沖縄勢も南九州大会不参加となった。戦前に全国大会への出場がなかった高知から、城東中が初出場を果たした。
準決勝にて浪華商に敗れた東京高師付中の佐々木迪夫監督が、「さあ、5年生（最上級生）はいいから、他は自分のポジションへ行って土を取ってこい。来年、またここへ返しに来よう」と言い、選手らが各ポジションの土を手ぬぐいに包んで持ち帰った。これは甲子園の土の持ち帰りの最初の記録である。

## 代表校
| 地方大会 | 代表校       | 出場回数      |
| -------- | ------------ | ------------- |
| 北海道   | 函館中       | 25年ぶり2回目 |
| 奥羽     | 一関中       | 26年ぶり4回目 |
| 東北     | 山形中       | 7年ぶり5回目  |
| 北関東   | 桐生工       | 初出場        |
| 南関東   | 成田中       | 初出場        |
| 東京     | 東京高師付中 | 初出場        |
| 信越     | 松本市中     | 初出場        |
| 北陸     | 敦賀商       | 8年ぶり11回目 |
| 山静     | 沼津中       | 初出場        |
| 東海     | 愛知商       | 11年ぶり6回目 |

| 地方大会 | 代表校   | 出場回数       |
| -------- | -------- | -------------- |
| 京津     | 京都二中 | 28年ぶり4回目  |
| 紀和     | 和歌山中 | 14年ぶり17回目 |
| 大阪     | 浪華商   | 9年ぶり5回目   |
| 兵庫     | 芦屋中   | 初出場         |
| 山陰     | 松江中   | 23年ぶり2回目  |
| 山陽     | 下関商   | 6年ぶり4回目   |
| 四国     | 城東中   | 初出場         |
| 北九州   | 小倉中   | 27年ぶり2回目  |
| 南九州   | 鹿児島商 | 10年ぶり5回目  |

## 試合結果

### 1回戦
- 京都二中 1 - 0 成田中
- 愛知商 2 - 0 沼津中
- 城東中 6 - 2 芦屋中

### 2回戦
- 鹿児島商 11 - 4 一関中
- 松江中 11 - 8 敦賀商
- 浪華商 11 - 2 和歌山中
- 京都二中 2 - 1 桐生工
- 函館中 13 - 5 山形中
- 東京高師付中 7 - 1 小倉中
- 下関商 6 - 2 愛知商（延長11回）
- 松本市中 7 - 2 城東中

### 準々決勝
- 京都二中 6 - 0 鹿児島商
- 浪華商 6 - 0 函館中
- 下関商 2 - 0 松江中
- 東京高師付中 3 - 2 松本市中

### 準決勝
- 京都二中 5 - 3 下関商
- 浪華商 9 - 1 東京高師付中

### 決勝
|          | 1 | 2 | 3 | 4 | 5 | 6 | 7 | 8 | 9 | R | H | E |
| -------- | - | - | - | - | - | - | - | - | - | - | - | - |
| 京都二中 | 0 | 0 | 0 | 0 | 0 | 0 | 0 | 0 | 0 | 0 | 5 | 5 |
| 浪華商   | 0 | 0 | 0 | 0 | 0 | 1 | 0 | 1 | X | 2 | 3 | 0 |

1. （京）：田丸 - 金森
2. （浪）：平古場 - 広瀬
3. 審判
［球審］浜崎
［塁審］伊達・牧野・弘世

| 京都二中 | 京都二中 | 京都二中   |
| 打順     | 守備     | 選手       |
| -------- | -------- | ---------- |
| 1        | [三]     | 黒田脩     |
| 2        | [右]     | 塩見正     |
| 3        | [投]     | 田丸道夫   |
| 4        | [一]     | 下村昭司   |
| 5        | [遊]     | 西川千太   |
| 6        | [捕]     | 金森正夫   |
| 7        | [左]     | 森川英太郎 |
| 8        | [二]     | 鳥本好之助 |
| 9        | [中]     | 竹中利夫   |

| 浪華商 | 浪華商 | 浪華商     |
| 打順   | 守備   | 選手       |
| ------ | ------ | ---------- |
| 1      | [一]   | 阪田正芳   |
| 2      | [中]   | 宇都宮一   |
| 3      | [捕]   | 広瀬吉治   |
| 4      | [遊]   | 島田雄三   |
| 5      | [投]   | 平古場昭二 |
| 6      | [左]   | 斯波秀寿   |
| 7      | [二]   | 伊藤誠一   |
| 8      | [右]   | 角家巌     |
| 9      | [三]   | 成瀬博文   |

## 大会本塁打
1回戦
- 第1号：大野一郎（城東中）

2回戦
- 第2号：広瀬吉治（浪華商）

準々決勝
- 第3号：宇都宮一（浪華商）
- 第4号：広瀬吉治（浪華商）

## その他の主な出場選手
- 沼澤康一郎（函館中）
- 木村一夫（桐生工）
- 石原照夫（成田中）
- 竹田晃（東京高師付中）
- 小森光生（松本市中）
- 牧野茂（愛知商）
- 星野武男（愛知商）

- 和中道男（和歌山中）
- 有本義明（芦屋中）
- 引地信之（下関商）
- 前田祐吉（城東中）
- 原勝彦（小倉中）
- 福嶋一雄（小倉中）
- 前川忠男（鹿児島商）